# 1-哌啶基锂
1-哌啶基锂是一种锂化合物，化学式为C5H10NLi。它可由哌啶在己烷中和正丁基锂于0 °C反应得到。它和三(四氢呋喃)合氯化铀酰的THF溶液在DME中反应，可以得到配合物[Li(DME)][{Li(DME)}2Cl][UO2(C5H10N)3]2。它和苯乙烯反应，可以得到1-(2-苯乙基)哌啶。